# Tweede Opiumoorlog
De Tweede Opiumoorlog of Arrow-oorlog was een oorlog tussen een alliantie van het Verenigd Koninkrijk en het Franse Keizerrijk tegen China onder de Qing-dynastie. De oorlog duurde van 1856 tot 1860.

## Achtergrond
De Chinezen waren niet erg gelukkig met het Verdrag van Nanking uit 1842 dat het einde van de Eerste Opiumoorlog markeerde. Het verdrag werd nauwelijks nageleefd door voortdurende moeilijkheden en tegenwerking van de Chinese overheid. Toen het na een aantal jaren tijd werd voor de afgesproken periodieke herziening van het verdrag wilde het keizerlijk Hof dan ook geen verdere concessies doen.

## Nieuwe oorlog
Er volgde een nieuwe oorlog; dit keer werd China aangevallen door het Verenigd Koninkrijk en Frankrijk. Deze oorlog wordt ook wel de Arrow-oorlog genoemd, naar een onder Britse vlag varend Chinees schip dat werd verdacht van piraterij, smokkel en opiumhandel. De Chinese overheid arresteerde twaalf bemanningsleden en hield ze gevangen. Dit incident werd door de Britten als voorwendsel gebruikt voor een nieuwe oorlog.

## Verdrag van Tianjin
Juni 1858 werd de oorlog aanvankelijk beëindigd met het afsluiten van het verdrag van Tianjin. Dit werd ondertekend door China, Groot-Brittannië, Amerika, Frankrijk en Rusland. Het verdrag hield onder andere in dat er ambassades zouden komen in Beijing, dat er tien nieuwe havens open gingen voor de buitenlandse handel, dat schepen vrijelijk over de Yangtze-rivier mochten varen, de handel in opium hersteld zou worden en dat er een enorme schadeclaim betaald zou worden aan Groot-Brittannië en Frankrijk.

## Voortzetting van de oorlog

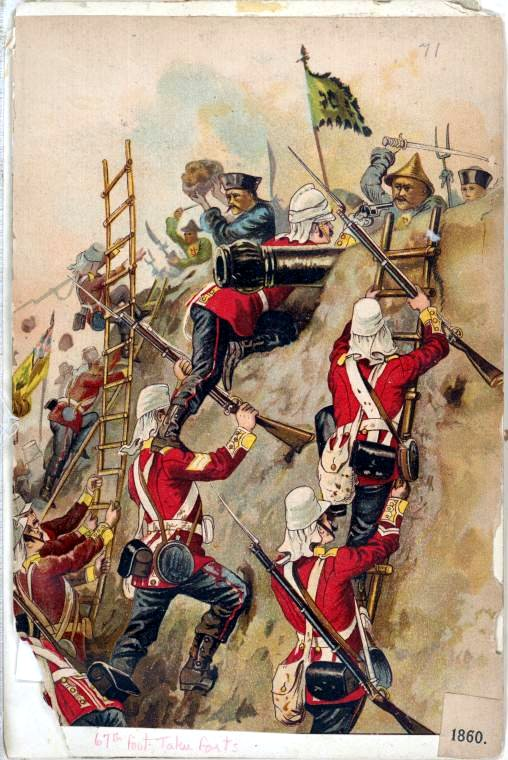
De Britten bestormen een Chinees fort

Kort na het goedkeuren van het verdrag van Tianjin door de Qing-regering, riep een aantal ministers keizer Xianfeng op toch verder te vechten tegen het Westelijke mogendheden en het verdrag niet uit te voeren. Op 2 juni 1858 beval de keizer de Mongoolse generaal Sengge Rinchen de Takuforten bij Tianjin te bezetten en zich voor te bereiden op hervatting van de strijd.
In juni 1859 kwamen de Britten per schip naar de Takuforten en eisten dat ze mochten aanleggen in Taku en met een gewapend escorte konden doorgaan naar Beijing. De Chinezen weigerden dit. In de nacht van 24 juni bliezen Britse soldaten de versperringen in de rivier op en vielen de Takuforten aan. Na 24 uur moesten de Britten zich aanvankelijk onder bescherming van een ondersteunend Amerikaans marineschip terugtrekken, maar de strijd ging verder. Er werd aan beide kanten hard gevochten en ten slotte wisten de Britten op 6 oktober Beijing te bereiken.

## Conventie van Beijing

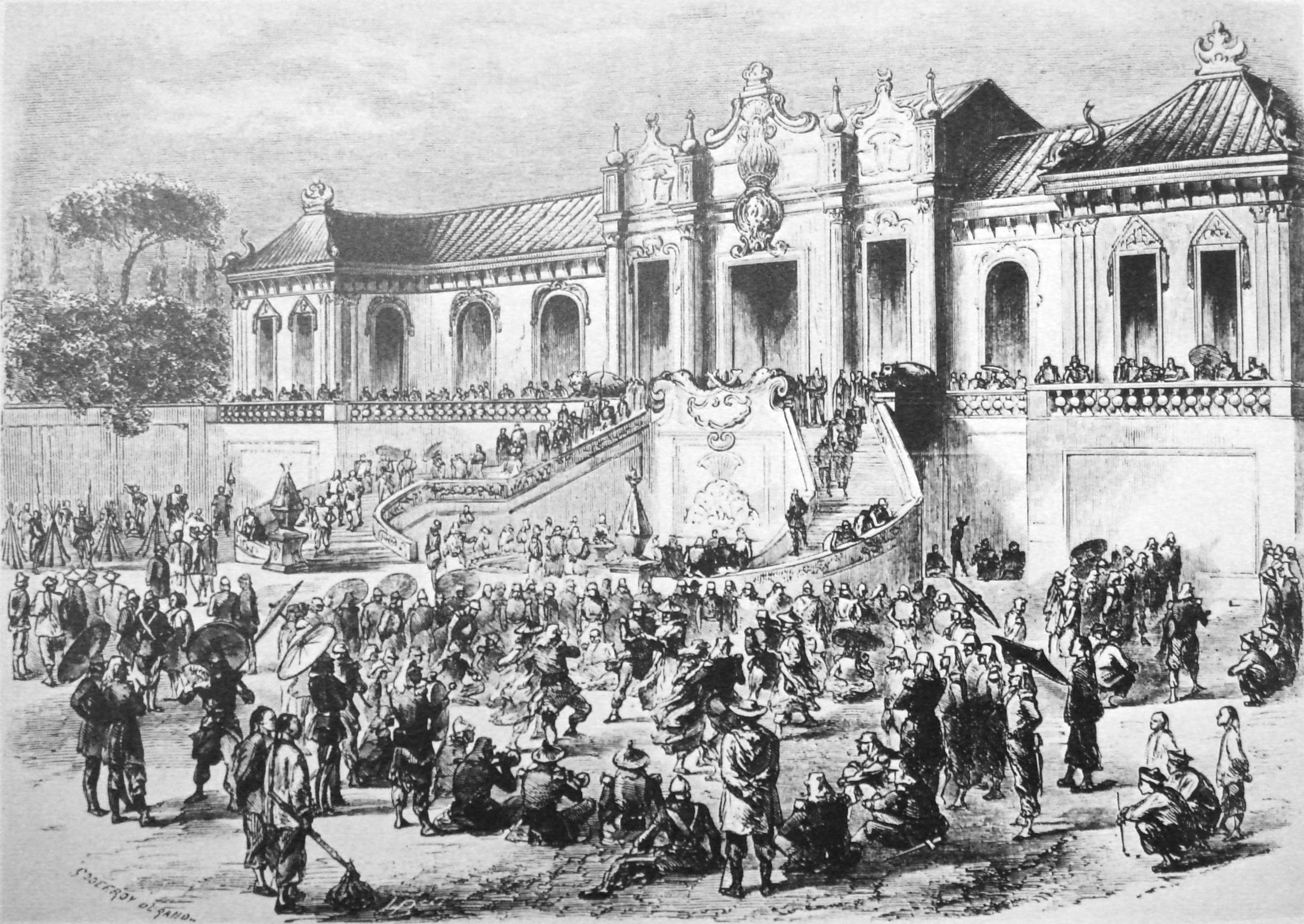
Britten en Fransen verwoesten het Oude Zomerpaleis

Toen troepen van de westerse alliantie Beijing bereikten, ontvluchtte keizer Xianfeng met zijn hofhouding de stad en ging naar het zomerpaleis in Chengde zo'n 200 kilometer ten noorden van Beijing. Zijn broer prins Yi Xin nam de leiding over. Nadat eerst de gevangen gezette Britse diplomaten waren bevrijd, beval de Britse legerleider het waardevolle en prestigieuze Oude Zomerpaleis bij Beijing te verwoesten. Ook werd er gedreigd de Verboden Stad te vernietigen.
Het verdrag van Tianjin werd vervolgens onder zware diplomatieke en militaire druk door prins Yi Xin alsnog aanvaard. Dit gebeurde tijdens de Conventie van Peking op 18 oktober 1860. In China wordt het nog steeds beschouwd als een van de ongelijke verdragen die onder dwang tot stand kwamen.
Eerste Opiumoorlog · Tweede Opiumoorlog